# 谢家湾乡
谢家湾乡，是中华人民共和国甘肃省天水市甘谷县下辖的一个乡镇级行政单位。

## 行政区划
谢家湾乡下辖以下地区：
西庄村、东庄村、丁家沟村、阳山村、勿铺岘村、白家局村、韩窑村、马家沟村、西崖村、鲜家坪村、赵家窑村、马窑村、刘家河湾村、麻柳湾村、李家沟村、张家沟村、年家湾村、谢家湾村、地二湾村、山庄村、大坪村、永丰村、汪坪村、自坪村、转地村和沟滩村。